# Klosterhof (Köln-Dünnwald)

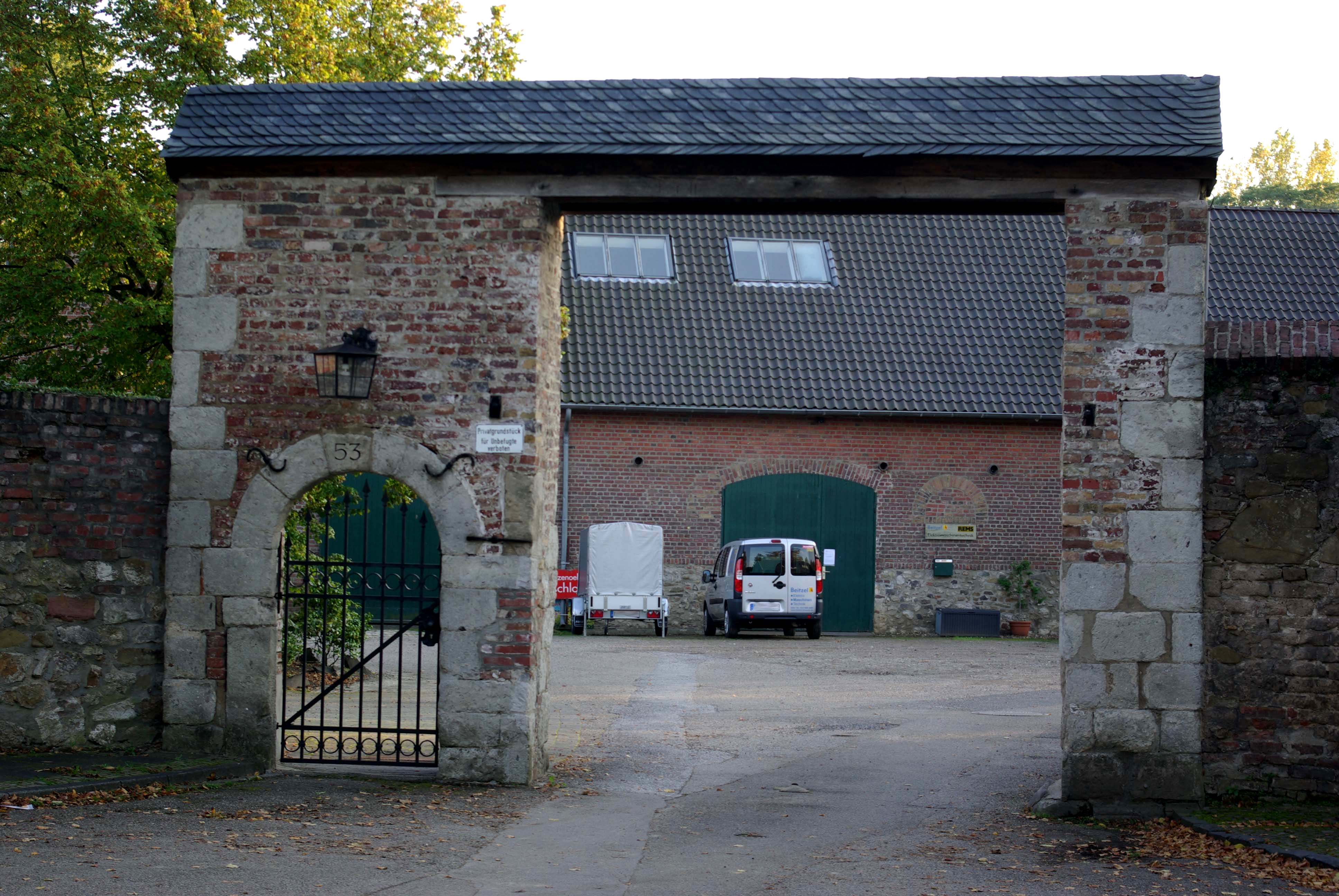
Eingangstor zum Klosterhof

Der Klosterhof ist Teil einer ehemaligen Klosteranlage im Kölner Stadtteil Dünnwald in Nordrhein-Westfalen, dem vormaligen „Dünnwalder Kloster“.

## Geschichte

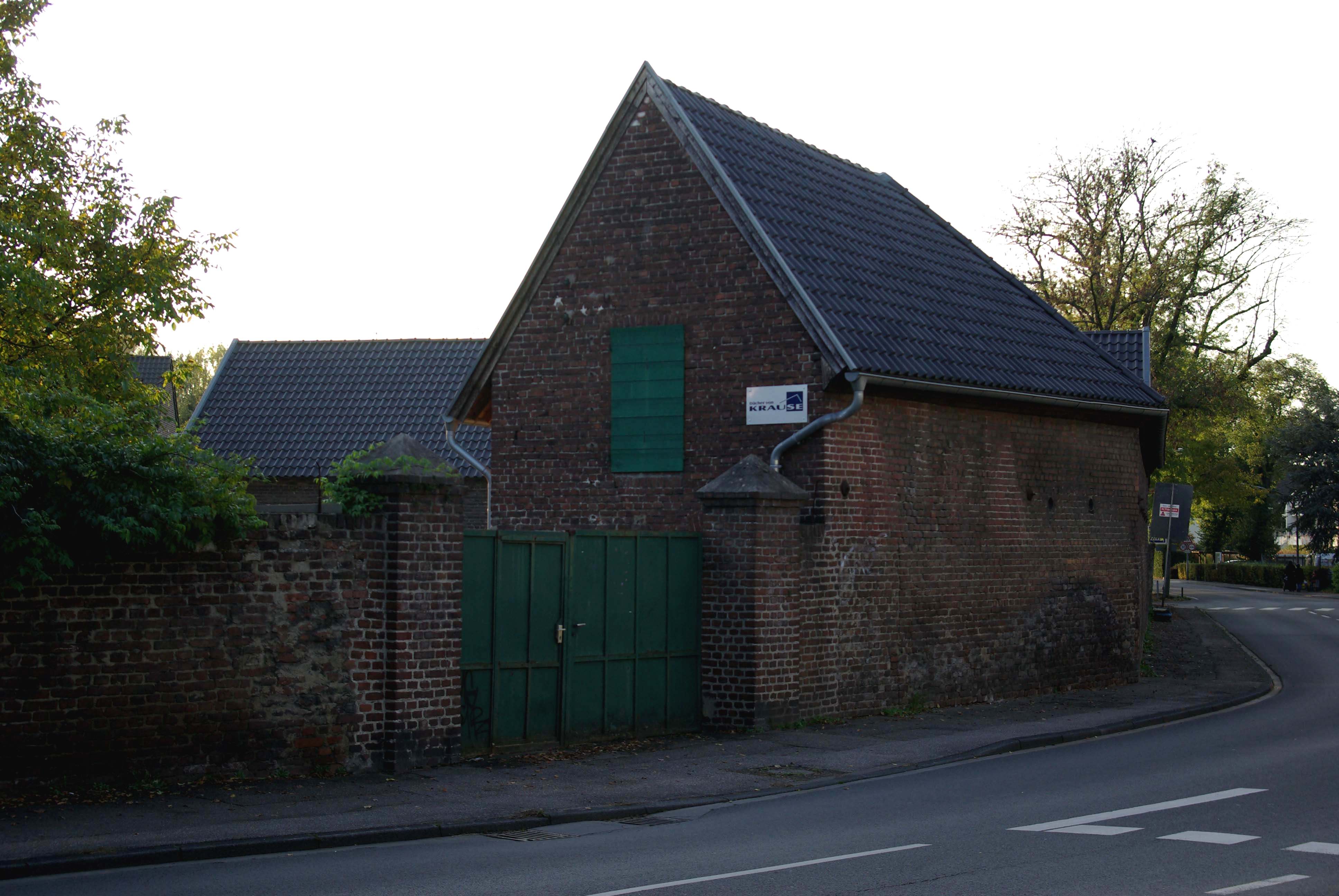
Teilansicht von der Straßenseite

Die Gründung der Pfarrei („ecclesia“) und des Klosters erfolgte, wie ein heute noch erhaltenes Pergament (heute zu besichtigen in der Sakristei der Kirche St. Nikolaus in Köln-Dünnwald) belegt, in den Jahren 1117/1118, möglicherweise jedoch auch erst 1121. Es ist unklar, wann der Gründungsakt rechtswirksam wurde, daher werden unterschiedliche Jahre hierfür benannt.
Belegt ist jedoch, dass der Kölner Bürger Heidenreich ein „Institut für religiöse Männer“ stiftete. Dieses wurde vom weltlichen Vogt Adolf II. von Berg und dem Kölner Erzbischof Friedrich I. von Schwarzenburg mit üppigen Privilegien und Gütern ausgestattet. Man kann bei aller Unklarheit hinsichtlich der Details heute jedenfalls sagen, dass das Stift und die Pfarrei getrennt waren und dass die ersten Bewohner des Stiftes „regulierte Kanoniker“, möglicherweise Augustiner-Chorherren (jedoch noch keine Chorherren nach den Gewohnheiten von Prémonté), waren.
Aus der Amtszeit Friedrichs I. von Schwarzenburg rühren Belege für einen Anschluss des Dünnwalder Klosters an das Prämonstratenserstift Steinfeld in der Eifel, aber auch für ein Frauenkloster in Dünnwald in der Tradition von Prémontré, wobei ein Umzug von Prämonstratenserinnen von Steinfeld nach Dünnwald für den Zeitraum zwischen 1138 und 1143 angegeben wird. Das Dünnwalder Kloster war jedenfalls ab 1142 prämonstratensisch belegt und dem Kloster Steinfeld in der Eifel unterstellt und verbunden.
Im Rahmen der Bestrebungen ab dem 13. und 14. Jahrhundert in fast allen mittelalterlichen Orden, sich durch direkte Unterstellung unter den Papst der bischöflichen Kontrolle zu entziehen, erlangte auch der Generalabt der Prämonstratenser Petrus Hermi im Jahre 1409 von Papst Alexander V. auf dem Konzil von Pisa ein weitestgehendes Exemptionsprivileg. Die Angehörigen beiderlei Geschlechts des Prämonstratenser-Ordens wurden von der Jurisdiktion und dem Visitationsrecht der Bischöfe befreit. Ab diesem Zeitpunkt musste der in Steinfeld gewählte Prior von Dünnwald nicht mehr dem Erzbischof von Köln präsentiert werden. Die Seelsorger der Pfarrei in Dünnwald mussten jedoch weiterhin wie bisher vom Kölner Erzbischof investiert werden.
Im 15. Jahrhundert wurde nach einer Plünderung des Klosters durch Soldaten ein Verfall der Klosterdisziplin sowie des Gebäudes feststellbar. Die Klausur wurde aufgehoben, Güter wurden verpachtet. Erst Kaiser Friedrich III. brachte wieder Ordnung in das Kloster, indem er 1475 den Herzog Wilhelm von Jülich-Berg beauftragte, sich um eine Reform des Klosters zu kümmern. 1490 wurde das Kloster auf Bestrebungen des Herzogs dann wieder als klausurierter Bereich errichtet, und es zogen klausurbereite Nonnen ein. Durch weitere Reformen seitens des Priors Robert von Schlebusch und der Meisterin Margareta von Menzingen im Jahr 1491 konnte das Kloster Dünnwald von den direkten Auswirkungen der Reformations-Epoche verschont werden.
Im 15. Jahrhundert besaß das Kloster über 4.000 Morgen Acker und Wiesen sowie ausgedehnte Wälder. Davon lag der Großteil in unmittelbarer oder näherer Umgebung, einige Teile jedoch weit entfernt. Dazu zählte als erste Erwerbung der Hof Zupshoven im Kreis Bergheim. Es folgten Wälder bei Buchheim, Dünnwald und Paffrath, die gerodet wurden. Sodann erwarb das Kloster 26 Morgen Land bei Rheindorf, was dazu führte, dass das Kloster sogar Anteil an dem Patronat der Rheindorfer Pfarrkirche erhielt. Weiter standen im Besitz des Klosters: Hof Wambach an der Wupper, der Klosterhof, Kurtekotten, Leimbach bei Schlebusch, Schürhof, 277 Morgen Land in Schlebuschrath, 270 Morgen Land in Obermendig, zudem Besitzungen in Wiesdorf, Flittard, Mülheim, Heumar, Poll, Bensberg, Odenthal, Steinbüchel, Opladen und besonders in Köln. Das Kloster besaß zudem Weingüter in Poll, Langel, Rheidt, Bergheim, Bonn, Obermendig, Rheinbrohl, Remagen, Niederhammerstein und Unkelbach. Das Dünnwalder Kloster, das nicht nur das erste Prämonstratenserinnenkloster am Niederrhein war, gehörte damit zu den wohlhabendsten Klöstern im Gebiet um Köln.
Nachdem der Klosterhof 1635 durch schwedische Truppen geplündert worden war, ging das Kloster 1643 an Mönche des Klosters Steinfeld, die es in ein Prämonstratenser-Chorherrenstift umwandelten, das dem 1618 gegründeten Collegium Norbertinum, der Hochschule des Prämonstratenserordens in Köln, angeschlossen wurde. Der Studienbetrieb des Norbertinums wurde in den Jahren 1684 und 1685 zeitweise sogar komplett nach Dünnwald verlegt, um einem Steuerstreit mit der Stadt Köln aus dem Weg zu gehen.
Im Zuge des Spanischen Erbfolgekrieges wurden 1702 die Klosteranlagen zum Teil zerstört.
1803 wurde das Kloster durch den Reichsdeputationshauptschluss Napoleons aufgelöst und säkularisiert. Der Staat übernahm das Patronat über die Kirche. Das Klosterinventar wurde versteigert. Die Klostergebäude wurden für 700.000 Francs an das Bankhaus Schaafhausen in Köln veräußert. Der größte Teil der Landwirtschaft wurde verpachtet.
1856 erwarb der Textilfabrikant Freiherr Friedrich von Diergardt den Klosterhof, um ihn als Gut Klosterhof landwirtschaftlich zu nutzen. In der Kellerei und im Priorat wurde – ebenso wie im Kloster Altenberg – zeitweise eine chemische Fabrik, später eine Tuchfabrik angelegt.
1996 erfolgte die Umnutzung zu einem Gewerbehof. Der noch erhaltene Ostflügel dient heute als Wohn- und Bürohaus.

## Sagen und Erzählungen
Um das Kloster Dünnwald ranken sich eine Vielzahl an Sagen und Erzählungen. Hier seien nur einige der bekannteren aufgeführt.

### Erzählung vom Klosterweiher
Neben dem Kloster liegt der alte Klosterweiher, der früher den Nonnen Fische lieferte. Gespeist wurde er von dem nahen Mutzbach. Es lag dort auch eine Stelle im Weiher, die allgemein gefürchtet war. Sie hieß der „deepe Pötz“. Dort soll es sehr tief gewesen sein. Ein Schwimmer konnte leicht durch den ganzen Weiher schwimmen; kam er aber zum gefährlichen Putz, so zogen die gurgelnden Wasser ihn in die Tiefe. Die Erinnerung an den Pötz lebte lange in der Dünnwalder Bevölkerung. Als Männer Ende des 19. Jahrhunderts den Weiher ausschlammten, warnte man sie allen Ernstes vor der gefährlichen Stelle.

### Das Gedicht von der Eichelsaat
Von Dünewald die Mönche, Das waren schlaue Herrn,

Des Junkers Land zu Schlebusch, Sie hätten’s gar zu gern;

Sie wollten es erstreiten, Die Herren hochgelehrt,

Daß jenes Land vor Zeiten, Dem Kloster zugehört.

Die Richter und die Schöffen, Die waren gute Leut’,

Sie hatten’s nicht zu eilig In jener alten Zeit.

Sie fürchteten den Orden, Sein Zürnen und sein Geld,

Schon war es Lenz geworden, Und noch kein Spruch gefällt.

Da trat, des Streites müde, Beim nächsten Morgenrot,

Der Junker vor die Mönche, Mit Acht und Bann bedroht:

„Lasst mich noch einmal säen, Die Saat mit eigner Hand,

Laßt sie zur Reife stehen, Und – Euer sei das Land!“

Von Dünewald die Mönche, Sie ahnten nicht die List,

Bewilligten auch gerne, Die kurze Galgenfrist;

Doch daß kein böser Zauber, Dazwischenfuhr mit Macht,

Ward alles hübsch und sauber, Gleich zu Papier gebracht.

Der Junker nun von Schlebusch, Das war ein fleiß’ger Mann,

In aller Herrgottsfrühe, Hob er zu säen an. –

Als einst mit frommen Singen, Die Herren von Dünewald,

Zum nahen Acker gingen, O Gott! was sah’n sie bald:

Nicht Roggen, Malz und Gerste, Herr Schlebusch sich erkor,

Doch junge Eichen sproßten, Zum Lichte rings empor!

Und mit dem Junker lachte, So mancher, der’s geseh’n:

„Schaut, ob ihr’s könnt erleben, Dass die zur Reife stehe’n!“ –

Wo heut’ dein Fuß mag wandern, Am grünen Rhein umher,

Von Dünwald der Mönche, Find’st Du nicht einen mehr;

Doch mächt’ge Eichen laden, Zur Waldesruh dich ein,

Die ihre Gipfle baden, Im Frühlingssonnenschein.

## Denkmalschutz
Das Gut Klosterhof wurde am 24. Juli 1985 unter der Nummer 3066 in die Liste der Baudenkmäler im Kölner Stadtteil Dünnwald eingetragen.